# Кружлов
Кружлов або Кружльов (словац. Kružlov) — село в Словаччині, Бардіївському окрузі Пряшівського краю.

## Розташування
Розташоване в північно-східній частині Словаччини, у північній частині Чергівських гір в долині потока Солотвинець (словац. Solotvinec).

## Історія
Вперше згадується у 1460 році.
В середині XVIII ст.частина русинського населення переселилась у Воєводину.
В селі є греко-католицька церква Покрови Пресв. Богородиці з 1822 року.

## Населення
| Рік:            | 1993 | 2003    | 2013    | 2023    |
| --------------- | ---- | ------- | ------- | ------- |
| Кількість осіб: | 1013 | 997     | 1038    | 991     |
| Різниця:        |      | -1,57 % | +4,11 % | -4,52 % |

| Рік:            | 2022 | 2023    |
| --------------- | ---- | ------- |
| Кількість осіб: | 975  | 991     |
| Різниця:        |      | +1,64 % |

В селі проживає 994 особи.
Національний склад населення (за даними останнього перепису населення — 2001 року):
- словаки — 93,89%
- русини — 3,36%
- українці — 1,02%
- цигани — 0,81%
- чехи — 0,10%

Склад населення за приналежністю до релігії станом на 2001 рік:
- греко-католики — 67,82%,
- римо-католики — 27,29%,
- протестанти — 1,73%,
- православні — 1,63%,
- не вважають себе віруючими або не належать до жодної вищезгаданої церкви — 1,33%